# Thelotrema inscalpens
Thelotrema inscalpens är en lavart som beskrevs av Nyl. 1867. Thelotrema inscalpens ingår i släktet Thelotrema och familjen Thelotremataceae.   Inga underarter finns listade i Catalogue of Life.